# 배럿 화기사
배럿 화기사(Barrett Firearms Manufacturing)는 1982년 Ronnie Barrett이 만들었다. 이 회사가 주로 만드는 총은 배럿 M82 대물 라이플총이다. Barrett는 1982년의 M82를 소개했다. 그러나 1989년까지 주요한 판매는 하지 않았다. 첫 번째로 큰 판매는 스웨덴에서였다. 곧, M82는 미국 군대에 의해 구입되었다. 그리고 그것은 걸프 전쟁에서 사용되었다. 지금의 Barrett은 수십 개의 나라에 저격총을 공급하기로 계약했다. M82A1의 성공은 회사에서 M95,M99, M99-1를 포함한 BMG 라이플총의 다른 몇 개의 모델을 개발하는데 도움을 준다. 이 라이플들은 좀 더 가볍고 원가가 낮다. 현재 미군은 M82A1를 M107라고 부르며 사용하고 있고 , 대물 라이플 총 이라 설명한다. M107는 부드러운 목표에 대해 매우 효과적이고, 특수부대인 HEIAP가 폭발물을 처리할 때 사용되고, 사람을 향해서는 쏘지 않는다: 총의 반동과 무게가 너무 크다. M82A1는 세계적으로 40개 이상의 군사의 조직에서 구입되었다. 첫 번째 걸프 전쟁에서 이라크의 기갑 수송차량을 1마일 밖에서 무능하게 만든 것은 전설의 시작이었다. 보스니아군은 효과가 좋은 50구경 라이플총을 초기의 1990년대의 보스니아의 전쟁동안 Srebrenica에서 세르비아 군대와 싸울 때에 사용했다. Florin Krasniqi와 그의 동료들은 코소보 전쟁이 일어나던 90년대 말 라이플총 을 얻게 된다. 그들은 심리적으로 우위에 있었다. 세르비인과 국제적인 압력이 코소보 독립군을 Barretts으로 무장시키게 했다. 현재 Barrett Firearms는 군대를 위해2개의 프로젝트를 시행하고 있다. REC7의 총구를 AR-15/M16의 총구와 같이 6.8 mm Remington SPC 로 만드는 작업을 하고 있다. 이것은 현재 미국군이 assault rifles에 사용하는 5.56x45mm NATO 보다 훨씬 더 강력한 파괴력을 가지고 있다. 특수부대는 이것의 사용을 찬성했다. 두 번째 신제품은 XM109다. M82A1과는 디자인도 다르고 25mm 탄약을 쓴다. 캘리포니아에서 50 BMG 라이플총의 일반인의 소유권이 금지되자 이에 대응해, Barrett은 캘리포니아에 있는 모든 법 집행기관에 대한 판매를 중지했다. 50 BMG 라이플총 은 2500미터 떨어진 곳 에서도 표적을 정확히 맞출 수 있기 때문에 캘리포니아에서는 일반시민들에게 팔지 못하도록 하였다.
2008년 10월 Barrett은 새로운 모델인 M98B를 만들었다.